# Ana Porgras
Ana Porgras (ur. 18 grudnia 1993 w Gałaczu) – rumuńska gimnastyczka, mistrzyni świata, brązowa medalistka mistrzostw Europy.

## Osiągnięcia
| Rok  | Zawody             | Miasto    | Miejsce | Konkurencja             | Punktacja |
| ---- | ------------------ | --------- | ------- | ----------------------- | --------- |
| 2009 | Mistrzostwa świata | Londyn    | 3       | Ćwiczenia na poręczy    | 14.675    |
| 2010 | Mistrzostwa świata | Rotterdam | 1       | Ćwiczenia na równoważni | 15.366    |